# Oncopagurus haigae
Oncopagurus haigae är en kräftdjursart som först beskrevs av de Saint Laurent 1972.  Oncopagurus haigae ingår i släktet Oncopagurus och familjen Parapaguridae. Inga underarter finns listade i Catalogue of Life.